# La mia voce
La mia voce è il secondo EP del cantautore italiano Fabrizio Moro, pubblicato il 4 febbraio 2022 da La Fattoria del Moro e Warner Music Italy.

## Tracce

### Tracce diLa mia voce
Testi di Fabrizio Moro.
1. La mia voce – 3:25 (musica: Fabrizio Moro, Roberto Cardelli)
2. Sei tu – 2:53 (musica: Fabrizio Moro, Roberto Cardelli)
3. Le cose che hai da dire – 2:48 (musica: Fabrizio Moro, Roberto Maccaroni)
4. Continuare a cercare – 3:09 (musica: Fabrizio Moro, Danilo Molinari)
5. Oggi – 2:58 (musica: Fabrizio Moro, Roberto Cardelli)
6. Era bello – 3:17 (musica: Fabrizio Moro, Roberto Maccaroni)

Bonus track nella versione in vinile
1. I pensieri di Zo (Fabrizio Moro)
2. La mia felicità (Fabrizio Moro)